# 防犯心理テスト
『防犯心理テスト』は、宝島社社刊『『このミステリーがすごい!』大賞10周年記念 10分間ミステリー』に収録されている上甲宣之初の短編小説。「あなたは、この暗号を解けるか」のキャッチコピーとともに掲載されていた。
2012年6月12日に『超再現!ミステリー』（日本テレビ系列）で映像化された。

## ストーリー
街を脅かす通り魔が事件が発生し、防犯意識が高まる中、地元の公民館で消防団を相手に、女性刑事が防犯心理テストを匿名で行い事件の真相に迫る。